# Historische Theologie
Historische Theologie ist ein Institutsname der Theologie an einigen Universitäten und bezeichnet eine fachübergreifende Reihe von Teildisziplinen, die historisch und theologisch arbeiten. Insbesondere theologische Richtungen, die den Ausdruck Geschichte als unpräzise vermeiden wollen, fassen die historisch arbeitenden Disziplinen darunter.

## Begriffliche Klarstellungen
Die Klärung der Begriffe ist innerhalb der theologischen Wissenschaft selbst umstritten. Historisch heißen in der Regel jene Fachgebiete, die die historisch greifbaren Entwicklungen der Christentums-, Kirchen- und Theologiegeschichte erforschen. Der Begriff der Historie wird jedoch von der Systematischen Theologie oft gegen den Begriff der Geschichte abgegrenzt: So stellte etwa Martin Kähler dem „so genannten ‚historischen Jesus‘“ betont den „geschichtlichen biblischen Christus“ gegenüber. Neben diesem „Biblizismus“ in ihrer Gegnerschaft zur historisch-kritischen Methode hat dann besonders die „Dialektische Theologie“ sich gegen den „Historismus“ des 19. Jahrhunderts gewandt und die Frage nach der Wahrheit der biblischen Offenbarung Gottes wieder in den Mittelpunkt der Theologie zu stellen versucht. Ihre Vertreter, allen voran Karl Barth, Emil Brunner und Rudolf Bultmann, betonten die radikale reformatorische Differenz zwischen Gottes eigenem Wort in der Menschheitsgeschichte und allem bloß historisch aufweisbaren Religionsphänomenen.

## Disziplinen
In heutigen Fachbereichen mit der Bezeichnung „Historische Theologie“ sind meist folgende Einzeldisziplinen zusammengefasst:
- Dogmengeschichte
- Kirchengeschichte
- Geschichte der Ökumene
- Religionsgeschichte